# Mont Sâla
Mont Sâla är en kulle i Schweiz. Den ligger i distriktet Nyon och kantonen Vaud, i den västra delen av landet, 110 km sydväst om huvudstaden Bern. Toppen på Mont Sâla är 1 510 meter över havet. Mont Sâla ingår i Jurabergen.